# Hemictenius bactrianus
Hemictenius bactrianus är en skalbaggsart som beskrevs av Medvedev 1952. Hemictenius bactrianus ingår i släktet Hemictenius och familjen Melolonthidae. Inga underarter finns listade i Catalogue of Life.